# Xorides atrox
Xorides atrox là một loài tò vò trong họ Ichneumonidae.